# Championnat de Slovénie de football américain
Le championnat de Slovénie de football américain (en slovène : Državno prvenstvo v ameriškem nogometu) est une compétition sportive de football américain créée en 2009 par l'Association Slovène de football américain (Slovene American Football Association).
La saison se termine par la finale du championnat dénommée le Slovenian Bowl.
Jernej Pavlič est le président de l'Association Slovène.

## Histoire
Le championnat slovène de football américain est fondée le 9 octobre 2009 par l' Association Slovène de football américain (en). 
Le premier match de la ligue est joué en Slovenia la même année. Quatre équipes participent au championnat, les Ljubljana Silverhawks, les Maribor Generals, les Alp Devils et les Žalec Gold Diggers.
La première finale nationale appelée le Slovenian Bowl I, est joué le 6 juin 2010 et met aux prises les Ljubljana Silverhawks et les Alp Devils (victoire 41–0 de Ljubljana).
Deux équipes issues du championnat de Croatie, viennent s'ajouter au championnat 2010, les Zagreb Raiders et les Zagreb Thunder.
Les Slovenian Bowls de 2011, 2012, 2013, 2016 et 2017 sont tous remportés par les Ljubljana Silverhawks.
La league est dissoute en fin de saison 2017, les équipes évoluant dès 2018 dans le championnat d'Autriche de football américain.

## Palmarès
| Saison  | Vainqueur                  | Score                 | Finaliste |
| ------- | -------------------------- | --------------------- | --------- |
| 2009–10 | Ljubljana Silverhawks (en) | Alp Devils (en)       | 41–0      |
| 2011    | Ljubljana Silverhawks      | Zagreb Thunder (hr)   | 29–19     |
| 2012    | Ljubljana Silverhawks      | Maribor Generals (en) | 23–10     |
| 2013    | Ljubljana Silverhawks      | Maribor Generals      | 45–0      |
| 2016    | Ljubljana Silverhawks      | Alp Devils            | 55–06     |
| 2017    | Ljubljana Silverhawks      | Alp Devils            | 47–0      |

## Équipes de la saison 2017
| Équipe                | Ville          | Stade                 | Création |
| --------------------- | -------------- | --------------------- | -------- |
| Ljubljana Silverhawks | Ljubljana      | ŽŠD Ljubljana Stadium | 2002     |
| Maribor Generals      | Maribor        | Tabor Sports Park     | 2008     |
| Alp Devils            | Visoko, Šenčur | Stadion Oval          | 2008     |
| Domžale Tigers        | Domžale        | Radomlje Sports Park  | 2013     |

Ljubljana Silverhawks : en 2019, évolue en division 1 autrichienne (élite)
Maribor Generals et Domžale Tigers : en 2019, évolue en division 2 conférence B autrichienne
Alp Devils - en 2019, évolue en régionale slovène (flag football uniquement)